# Stanisława Tomczyk
Stanisława Tomczyk – polskie medium spirytystyczne na początku XX wieku.

## Życiorys

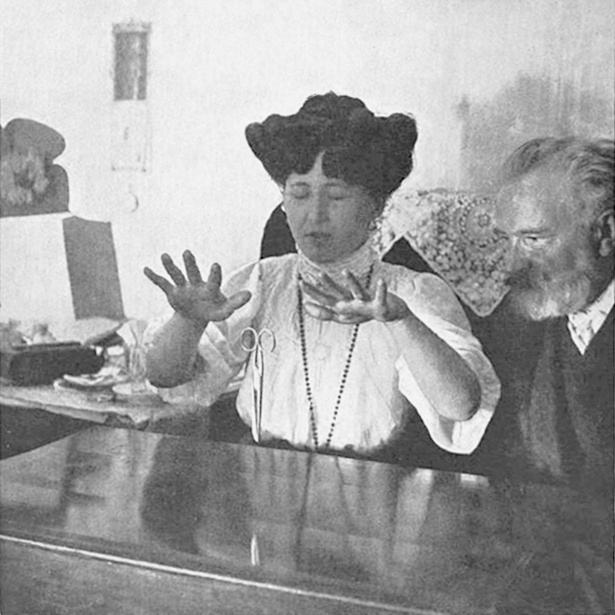
Stanisława Tomczyk w transie, demonstruje lewitację nożyczek, a psycholog Julian Ochorowicz obserwuje to wydarzenie. Wisła, Polska (1909)

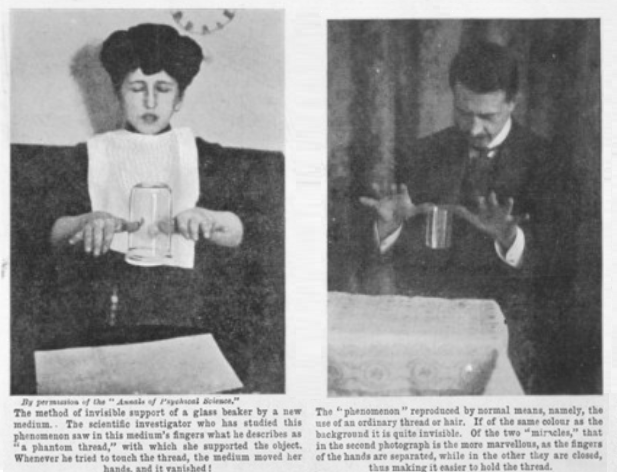
Tomczyk (po lewej) i magik William Marriott (po prawej), demonstrują lewitację szklanej zlewki

Stanisława Tomczyk była przedmiotem eksperymentów, przeprowadzonych w latach 1908–1909, w Wiśle, na południu Polski, przez polskiego psychologa Juliana Ochorowicza. Podobno regularnie hipnotyzował ją dla celów terapeutycznych, a ona twierdziła, że jest kontrolowana przez jednostkę, która nie jest duchem żadnej zmarłej osoby. Tomczyk twierdziła, że może lewitować przedmioty bez dotyku, zatrzymać ruch zegara w szklanej gablocie i wpłynąć na obrót koła ruletki.
W wieku dwudziestu lat Tomczyk została aresztowana podczas zamieszek i uwięziona na dziesięć dni. Uważano, że to doświadczenie spowodowało u niej histerię i dysocjację psychiczną.
W Wielkiej Brytanii, pomiędzy 2 czerwca a 13 lipca 1914, Tomczyk była testowana na jedenastu posiedzeniach przez Towarzystwo Badań Psychicznych. Komisja śledcza objęła inżyniera elektryka, Marka Barra, Victora Jamesa Woolleya, Williama Wortleya Baggallyego i Everarda Feildinga. Nieformalne eksperymenty niewątpliwie niepodlegające sztywnej kontroli uzyskały niejednoznaczne wyniki. Najbardziej uderzającą demonstracją była chwilowa lewitacja celuloidowej piłki około 9 cali nad stołem, z rękami około ćwierć cala.
Naukowcy podejrzewali, że wykonywanie psychokinezy Tomczyk polegało na użyciu cienkiej nici lub włosa, które to zaczepione były między dłońmi, aby podnosiły i zawieszały przedmioty w powietrzu. Zostało to potwierdzone, gdy badacze psychiatryczni, którzy testowali Tomczyk, okazjonalnie obserwowali wątek.
Pewnego razu Julian Ochorowicz zobaczył czarną nić między dłońmi, a na licznych fotografiach, wykonanych przez niego i późniejszych badaczy czasami widać było ten wątek.
Lewitacja szklanej zlewki Tomczyk została odsłonięta i odtworzona w 1910 przez maga, Williama S. Marriotta za pomocą ukrytej nici.

## Życie prywatne
W 1919 Tomczyk wyszła za mąż za badacza Everarda Feildinga, sekretarza Towarzystwa Badań Psychicznych.